# Gecarcinus quadratus
Gecarcinus quadratus is een krabbensoort uit de familie van de Gecarcinidae. De wetenschappelijke naam van de soort is voor het eerst geldig gepubliceerd in 1853 door Saussure.